# Шмель (огнемёт)
Реакти́вный пехо́тный огнемёт РПО-А «Шмель» — советский и российский реактивный пехотный огнемёт одноразового применения. Представляет собой термобарическую реактивную гранату, начинённую огнесмесью. Во время войны в Афганистане получил прозвище «Шайта́н-труба́».

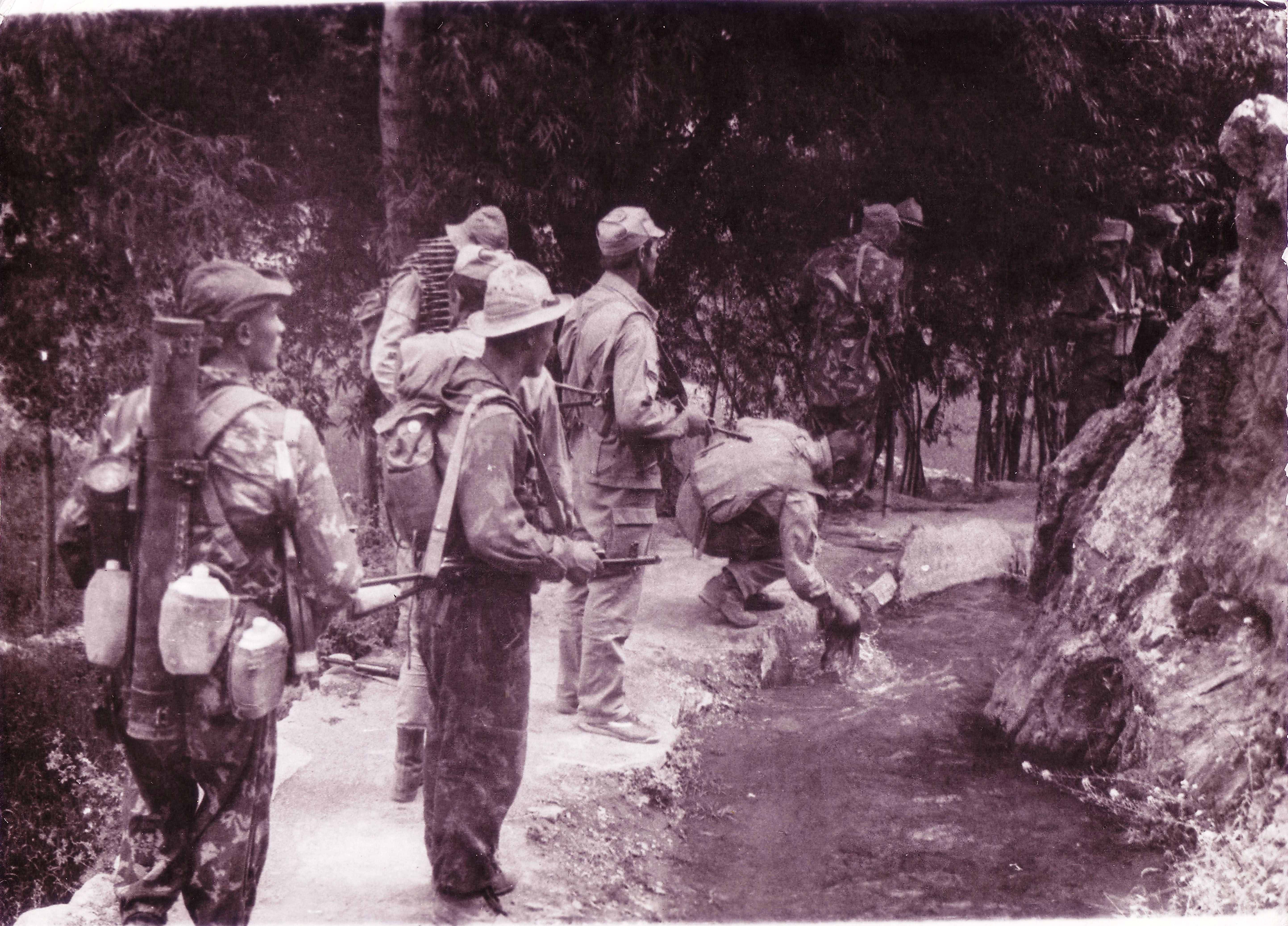
«Шмель» в Афганистане, 1986 год.

Предназначен для поражения укрытых огневых точек противника, вывода из строя легкобронированной и автомобильной техники, уничтожения живой силы противника. Прицельная дальность стрельбы огнемёта с диоптрическим прицелом — 600 метров, с оптическим прицелом ОПО — 450 м, ОПО-1 — до 850 м. По фугасному воздействию огнемёт калибра 93-мм на основные виды целей не уступает 122—155-мм артиллерийским снарядам.
При взрыве высокотемпературный импульс сопровождается резким перепадом давления, образующимся из-за взрыва топливо-воздушной смеси.
Уничтожает всё живое в объёме до 80 м³; площадь поражения: на открытой местности — от 50 м², в замкнутом пространстве — до 80 м². Укрытые цели выводятся из строя из-за перепада давления даже без пробития преграды, если они не герметизированы. Стрельба возможна по амбразурам ДОТов, легкобронированным целям.
Разработан в 1984 году в Конструкторском бюро приборостроения. Механические взрыватели были разработаны Научно-исследовательским технологическим институтом имени П. И. Снегирёва в Балашихе.

## Устройство
Огнемёт состоит из следующих составных частей: контейнера, боеприпаса, цанги и двигателя.
- Контейнер предназначен для производства выстрела, направления боеприпаса в цель и обеспечения герметичной упаковки оболочки со снаряжением и двигателя. Контейнер состоит из трубы с фланцами, на нём размещены: ударно-спусковой механизм, прицельное приспособление, ремень, узлы соединения во вьюк (передний и задний бандажи).
- Боеприпас предназначен для поражения цели. Он представляет собой оперённый артиллерийский снаряд, в полёте вращающийся вокруг продольной оси. Боеприпас состоит из капсулы, заполненной огнесмесью, взрывателя и блока таблеток воспламенительно-разрывного заряда.

Оболочка со снаряжением крепится к двигателю при помощи цанги.
- Двигатель предназначен для сообщения скорости боеприпасу. Двигатель пороховой, отделяемый от боеприпаса в стволе, с истечением части пороховых газов в заснарядное пространство ствола. Он состоит из камеры, метательного заряда и воспламенителя.

## Модификации

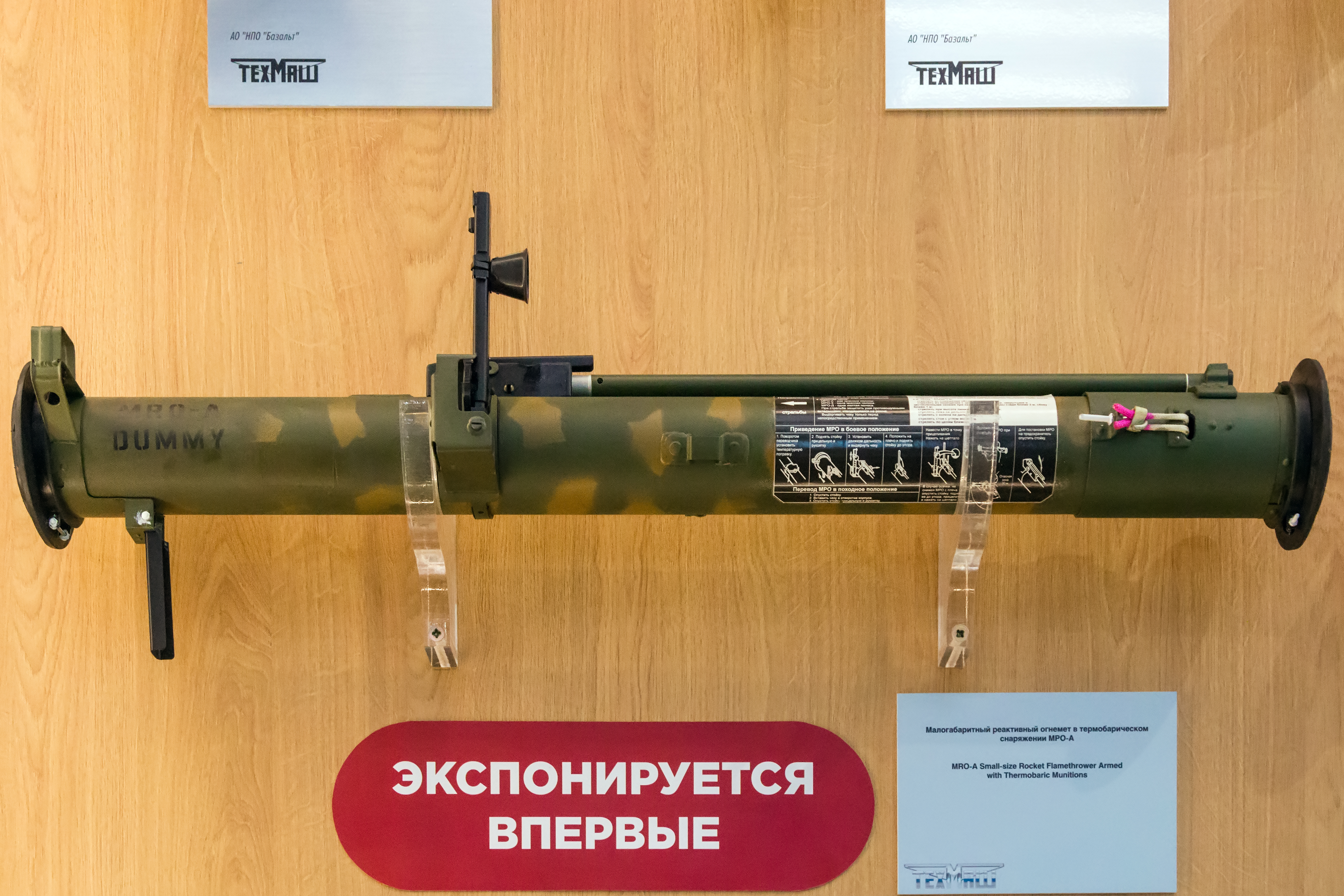
МРО-А с термобарическим боеприпасом.

Боеприпас выпускается в трех модификациях: РПО-А, РПО-Д, МРО-А.
- РПО-А (термобарический боеприпас). Предназначен для поражения укрытых огневых средств в городе, в полевых условиях и в горах, для разрушения укрытий, автотранспортной и легкобронированной техники.
  - РПО-З (зажигательный боеприпас). Предназначен для создания ландшафтных пожаров и пожаров в зданиях, сооружениях и складах ГСМ.
  - РПО-Д (дымовой боеприпас). Предназначен для создания дымовых завес, ослепляющих расчёты огневых средств, а также непереносимых для живой силы условий в различного рода укрытиях.
- МРО-А (термобарический боеприпас). Укороченный вариант РПО-А для действий в городе, по конструкции частично аналогичен РПГ-26. Также существует в вариантах дымового (МРО-Д) и зажигательного (МРО-З) боеприпасов. Калибр 72,5 мм.

- «Шмель-М» — глубокая модернизация РПО-А. Основными улучшениями названы снижение веса до 8,8 кг, повышение мощности объемно-детонирующей (термобарической) боевой части с уровня фугасного действия осколочно-фугасного снаряда калибром 122 мм (способного вывести из строя экипаж бронемашины без пробития брони) до калибра 152 мм, наибольшая дальность выросла на 700 метров[5], выросла дальность прицельной стрельбы. Мощность действия боевой части выстрела по всем видам целей, кроме тяжело бронированных, эквивалентна фугасному действию заряда в 5-6 кг тротила. Улучшена меткость и кучность стрельбы, придана возможность использования съемных оптических дневных и ночных прицелов[3].
- Существует также РПВ-16 — украинский вариант, разработан и производится предприятием ГНИИХП в г. Шостка.

Тактико-технические характеристики
| ТТХ                           | Рысь  | Шмель | Шмель-М |
| ----------------------------- | ----- | ----- | ------- |
| Калибр, мм                    | 110,5 | 93    | 90      |
| Прицельная дальность, м       | 190   | 600   | 800     |
| Дальность полёта капсулы, м   | 400   | 1000  | 1700    |
| Масса огнемёта, кг            | 12,6  | 11    | 8,8     |
| Масса огнесмеси в капсуле, кг | 4     | 2,1   | 3,2     |
| Длина, мм                     | 1440  | 920   | 940     |
| Эквивалент БЧ в тротиле, кг   |       | 2,5   | 8-9     |

## На вооружении
- СССР — в 1984 году принят на вооружение химических войск Советской Армии (на замену огнемёта РПО «Рысь»)[6]
- Россия
- Украина[7]
- Беларусь
- Казахстан
- Китай — в 1992 году Китай начал контактировать с ракетно-пусковой установкой РПO-A Шмель, импортированной из России. После переговоров с КБП Россия предоставила Китаю технологию РШГ-2 и РПO-A Шмель. В 2000 году он получил название «PF-97».
- Грузия
- КНДР
- Сирия
- Фиджи
- Индия
- Вьетнам
- Армения[8]

Состоит на вооружении в огнемётных подразделениях войск радиационной, химической и биологической защиты, морской пехоте России, в армиях стран СНГ и бывших участников Варшавского договора. Также в 2012 году им была вооружена военная полиция России.